# Christmas Pie
Christmas Pie – osada w Anglii, w hrabstwie Surrey, w dystrykcie Guildford. Leży 49 km na południowy zachód od centrum Londynu.